# 元岩 (龙涸县公)
元岩（6世纪—610年代），河南郡洛阳县（今河南省洛阳市东）人，魏献文帝拓跋弘玄孙，北周、隋朝官员。

## 生平
元岩个性聪明机敏有才干，在北周官至开府仪同三司。隋朝仁寿年间，元岩官至黄门侍郎，封龙涸县公。仁寿四年（604年）七月，隋文帝杨坚患病住在仁寿宫，尚书左仆射杨素、兵部尚书柳述、黄门侍郎元岩都进入仁寿宫进行侍奉护理。宣华夫人在清晨时出去换衣服，被太子杨广所逼迫。宣华夫人拒绝得以脱身，回到隋文帝的寝宫。隋文帝奇怪宣华夫人神色不对，就询问原因。宣华夫人流泪说：“太子无礼！”隋文帝大怒，捶着床说：“畜生怎么可以托付国家大事！独孤皇后真误了我！”于是隋文帝呼唤柳述、元岩说：“召见我的儿子！”柳述等人要叫太子杨广来。隋文帝说：“是杨勇。”柳述和元岩出了隋文帝的寝宫起草敕书。杨素听说此事，告诉了杨广，杨素又假传隋文帝的诏书将柳述、元岩逮捕，关进大理的监狱。八月丙子（604年9月11日），柳述和元岩一并被除去名籍，柳述被流放到龙川郡，元岩被流放到南海郡。后来遇到大赦，元岩回到长安。有人诬陷元岩是逃回来的，元岩因此被收捕杀死。

## 家庭

### 祖父
- 元欣，西魏上柱国、广陵王[13]

### 父亲
- 元孝遵，北周使持节、侍中、骠骑大将军、开府仪同三司、尚书左仆射[1]

### 子女
- 元德操，唐朝中大夫、普润二州司马、中山男[1]
- 元氏，嫁隋朝华阳王杨楷[11][12]

### 孙子
- 元智威，唐朝韩王府记室参军[1]